# Reigers
De reigers (Ardeidae) zijn een familie van vogels uit de orde Pelecaniformes (roeipotigen). De familie telt 66 nog levende soorten. De meest voorkomende reigersoort in Nederland en België is de blauwe reiger. Ook de grote zilverreiger, kleine zilverreiger, purperreiger, roerdomp, woudaap, kwak en koereiger komen in Nederland en België voor; de groene reiger en de ralreiger worden soms als dwaalgast waargenomen.

## Taxonomie

### Lijst van geslachten
Alfabetische volgorde, aantal geslachten en soorten volgens IOC World Bird List.
- Geslacht Agamia (1 soort: agamireiger)
- Geslacht Ardea (16 soorten reigers waaronder de blauwe reiger en de grote zilverreiger)
- Geslacht Ardeola (6 soorten ralreigers waaronder de gewone ralreiger)
- Geslacht Botaurus (14 soorten roerdompen en woudaapjes, waaronder de gewone roerdomp)
- Geslacht Butorides (3 soorten kleine reigers waaronder de mangrovereiger)
- Geslacht Calherodius (1 soort: witrugkwak)
- Geslacht Cochlearius (1 soort: schuitbekreiger)
- Geslacht Egretta (13 soorten kleine zilverreigers)
- Geslacht Gorsachius (2 soorten kwakken)
- Geslacht Nyctanassa (2 soorten kwakken, waarvan een is uitgestorven)
- Geslacht Nycticorax (6 soorten kwakken, waaronder de gewone kwak en vier uitgestorven soorten)
- Geslacht Oroanassa (1 soort: Hainankwak)
- Geslacht Pilherodius (1 soort: kapreiger)
- Geslacht Syrigma (1 soort: fluitreiger)
- Geslacht Tigriornis (1 soort: Afrikaanse tijgerroerdomp)
- Geslacht Tigrisoma (3 soorten tijgerroerdompen)
- Geslacht Zebrilus (1 soort: zigzagreiger)
- Geslacht Zonerodius (1 soort: Nieuw-Guinese tijgerroerdomp)

### Uitgestorven
- Geslacht Zeltornis (1 soort: Zeltornis ginsburgi)

## Afbeeldingen

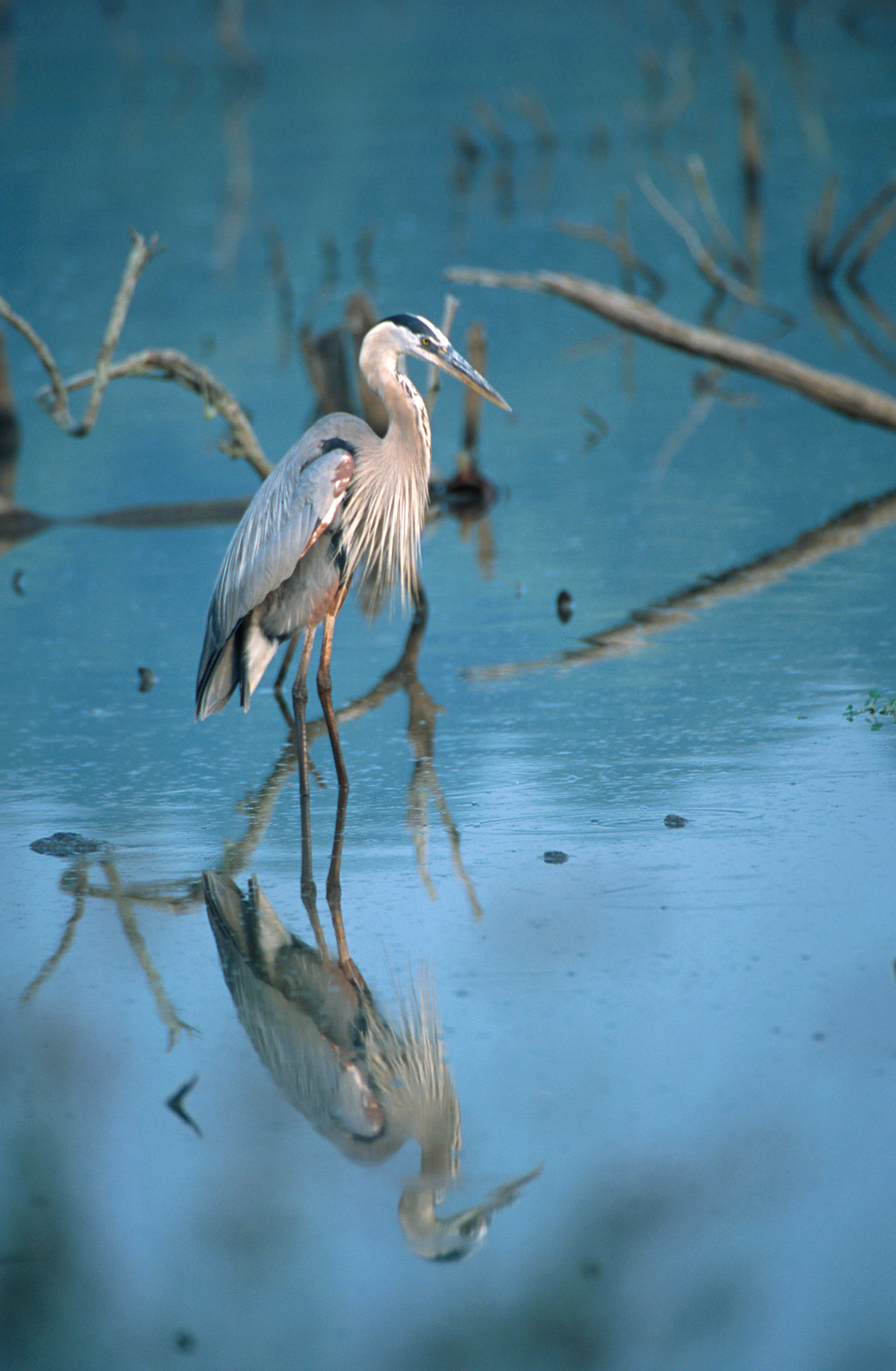
Amerikaanse blauwe reiger (Ardea herodias)
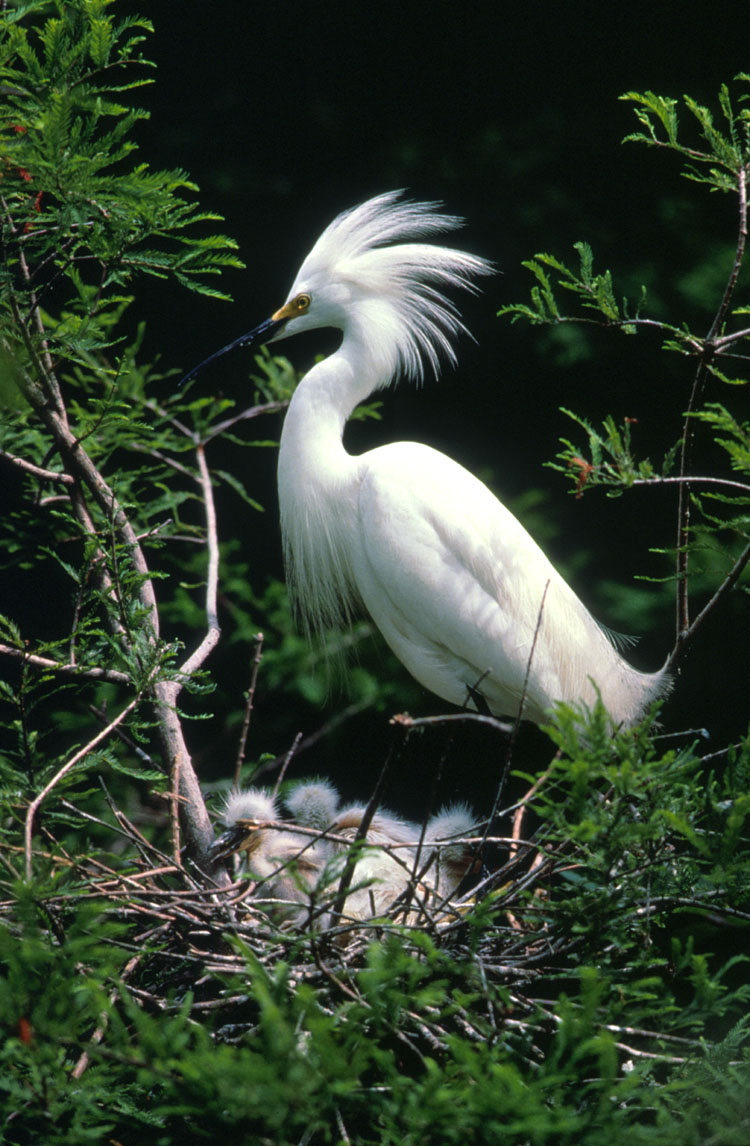
Amerikaanse kleine zilverreiger (Egretta thula)
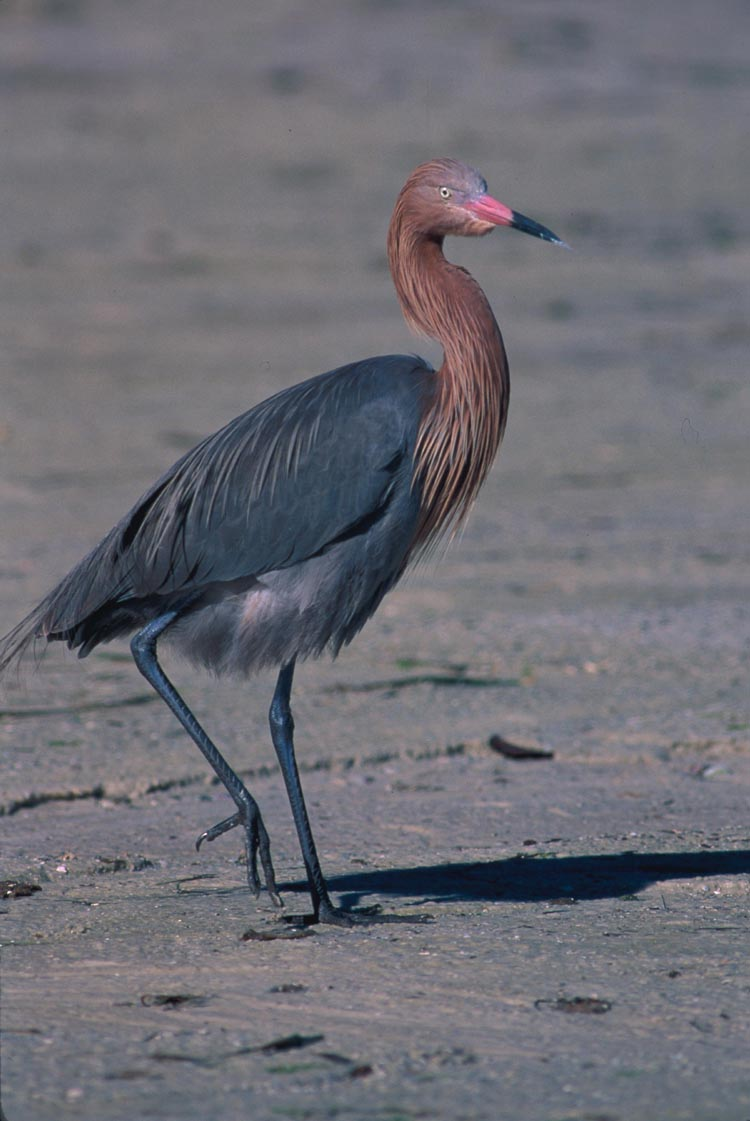
Roodhalsreiger (Egretta rufescens)

Ardeidae (Reigers) · Balaenicipitidae · Pelecanidae (Pelikanen) · Scopidae· Threskiornithidae (Ibissen en lepelaars)